# 痞子文学
痞子文学是指以王朔为代表的新京派非主流作家的作品。他们大都以玩世不恭的口吻反映出他们的叛逆性格。这些作品对二十世紀八九十年代青年人以及整个社会所造成了较大的实际影响。